# Rheintal-Express

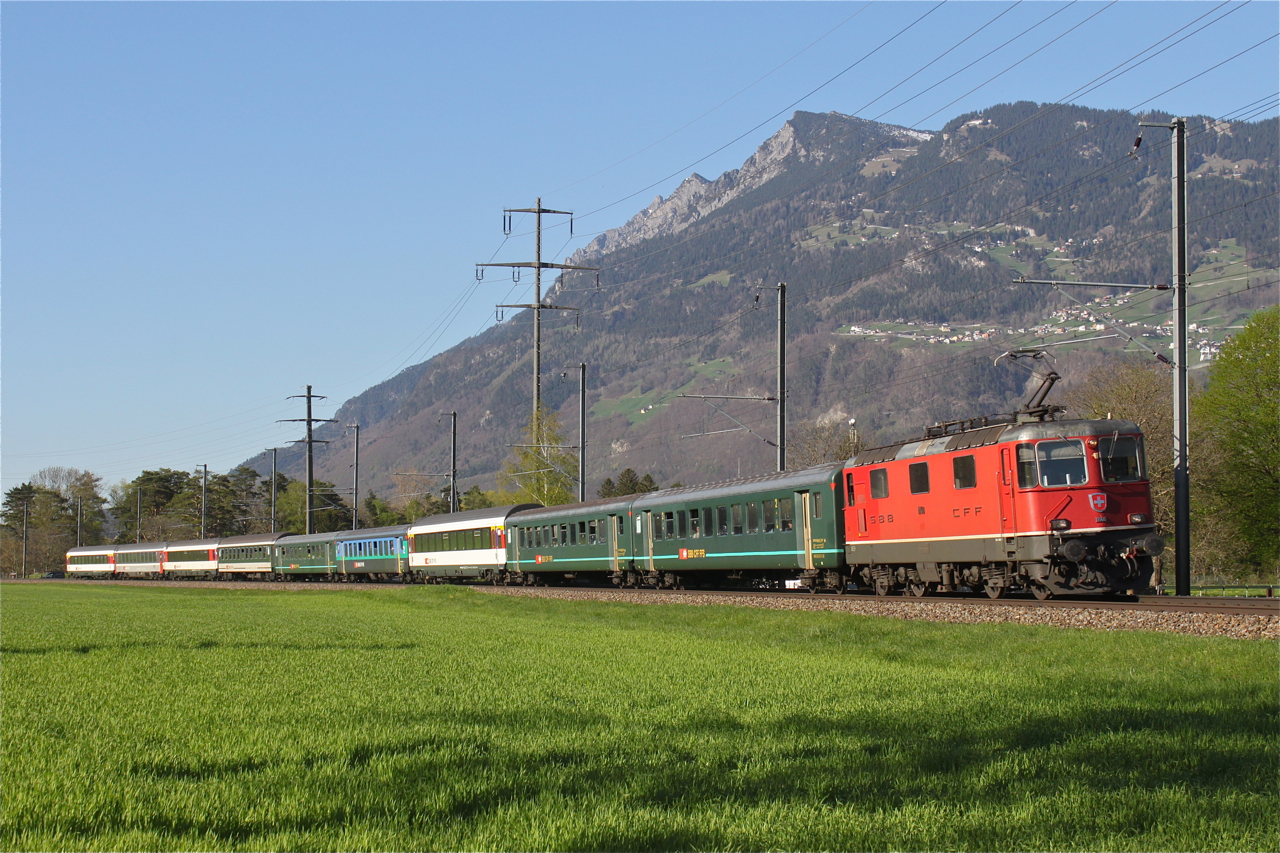
Rheintal-Express bei Weite (2013). Der vierte Wagen trägt die spezielle REX-Bemalung.

Der Rheintal-Express (kurz: REX) war von 1995 bis 2018 eine Zugverbindung im St. Galler Rheintal, die von den Schweizerischen Bundesbahnen betrieben wurde.
Er verkehrte zuerst als eigene Zuggattung, 2004 dann als RegioExpress  täglich in stündlichem Takt von St. Gallen und Rorschach nach Chur, seit 2013 von Wil SG aus; der Zugslauf wurde im Kursbuch im Fahrplanfeld 850 bzw. 881 (Wil SG–St. Gallen), Fahrplanfeld 880 (St. Gallen–Sargans) und ab Sargans im Fahrplanfeld 900 (Zürich–Sargans–Chur) abgebildet.
Die Haltefrequenz beim Rheintal-Express entsprach der eines Schnellzugs; der gesonderte Name kam daher, dass die Linie von Chur bis Rheineck parallel zum Rhein verläuft. Per 2004 wurde nach dem Vorbild des Rheintal-Expresses die neue Zuggattung RegioExpress eingeführt, welche die früheren Schnellzüge ablöste. Die anfänglich für den Rheintal-Express verwendete Abkürzung RX wurde daher auf RE abgewandelt.

## Geschichte

### Ausgangslage
Die im Fahrplanfeld 880 (Sargans–St. Gallen) abgebildete Bahnstrecke wurde 1858 von den Vereinigten Schweizerbahnen eröffnet, 1934 elektrifiziert und wird über 80 Kilometer überwiegend einspurig geführt.
Bis 1995 fuhren zweistündlich Schnellzüge von Interlaken Ost und Zürich aus nach St. Gallen und Chur, das Wagenmaterial der BLS-Gruppe (BLS, SEZ, GBS, BN) wurde dabei eingesetzt.

### Einführung 1995

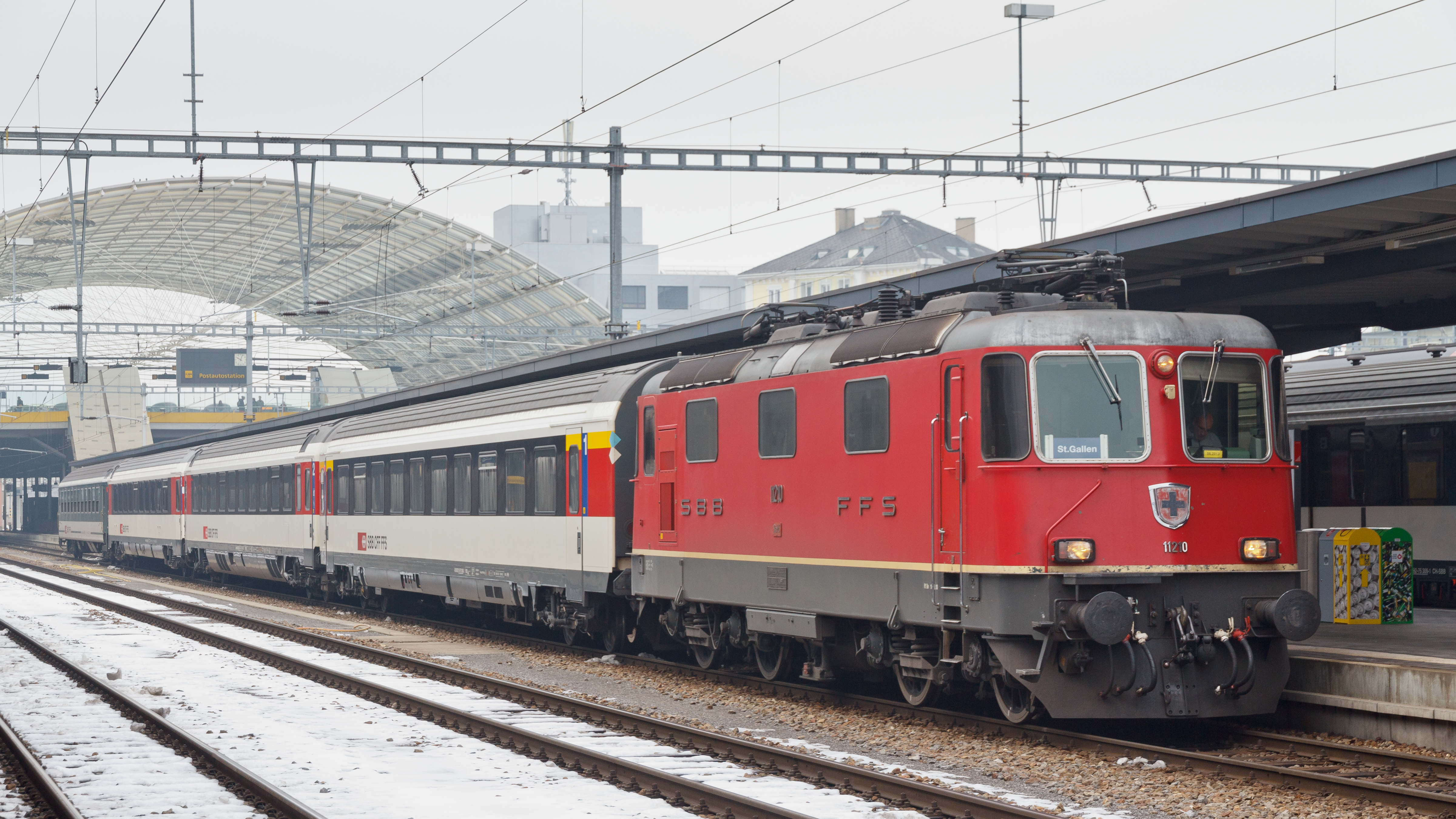
Rheintal-Express in Chur (Feb. 2013)

Auf 1995 wurde ein Stundentakt geplant. Da dazu nicht genügend klimatisiertes Wagenmaterial zur Verfügung stand, wurde beschlossen, eine neue Zuggattung einzuführen, die zwischen einem Schnellzug und einem InterRegio liegt. Diese neue Gattung wurde 1995 unter dem Motto «Ich bin Rex, der Rheintal-Express» eingeführt.
Nach und nach wurde klimatisiertes Rollmaterial eingesetzt, vor dem Ausbau 2013 setzte sich der Rheintal-Express aus einer Re 4/4II-Elektrolokomotive mit mehreren Einheitswagen IV und Bpm 51 zusammen.

### Ausbau 2013
Auf den 9. Juni 2013 wurden die lokbespannten Züge durch den niederflurigen Stadler Dosto (RABe 511) abgelöst. Die durchgehende Klimatisierung der Wagen wurde somit gewährleistet. Da der Stadler Dosto eine automatische Türsteuerung besitzt, ist der vormals nötige Zugbegleiter nicht mehr nötig. Überwachungskameras und gegebenenfalls die Transportpolizei sollen seither die Sicherheit gewährleisten.

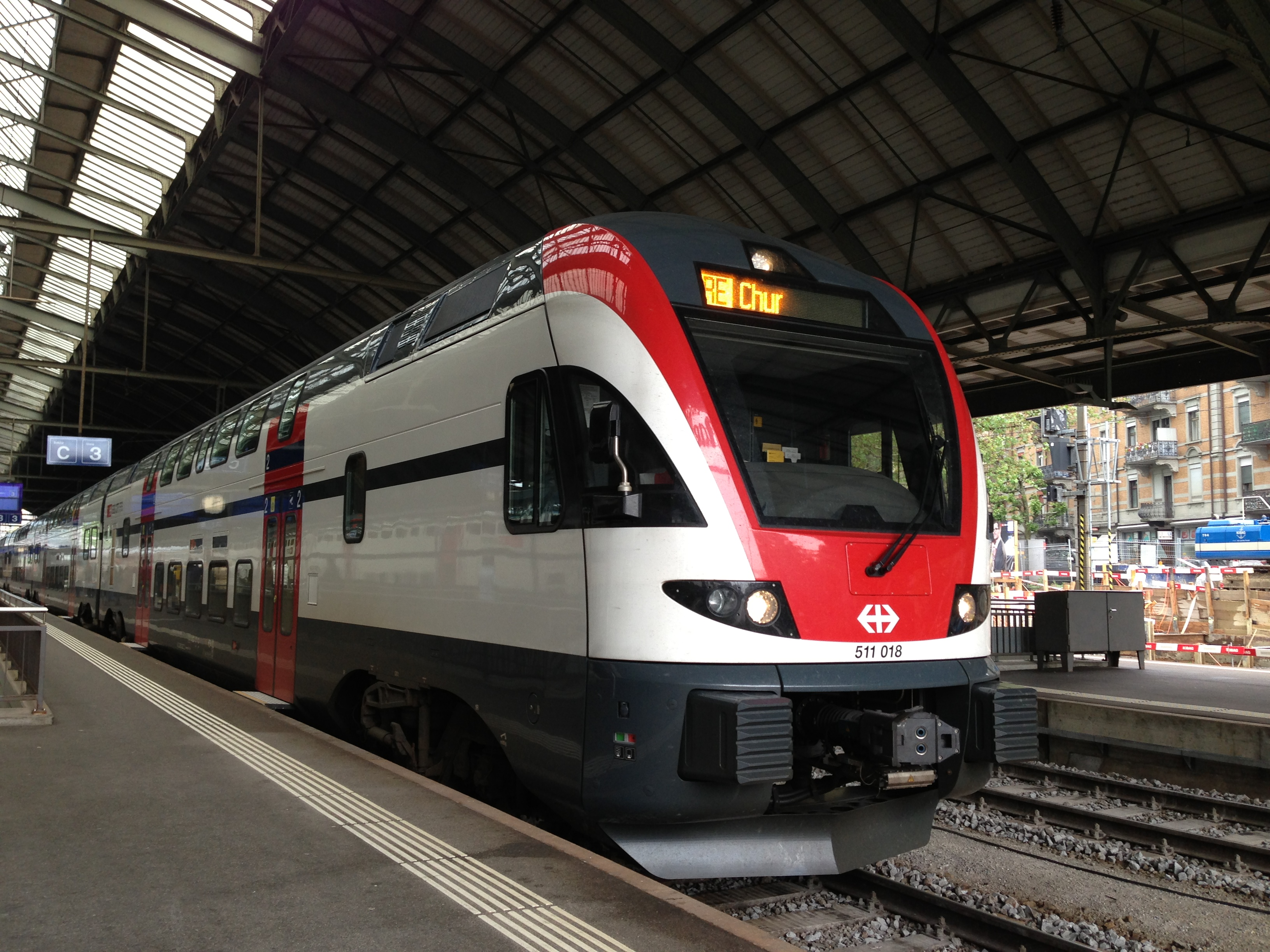
Rheintal-Express in St. Gallen (Juni 2013).

Im Rahmen des Ausbaus der S-Bahn St. Gallen auf Ende 2013 wurde die Strecke zwischen St. Margrethen und Sargans ausgebaut; dieser kostete 70 Millionen Franken. Durch den Ausbau der Strecke konnte die Fahrtzeit des Rheintal-Expresses zwischen St. Gallen und Sargans auf 60 Minuten gesenkt werden, zudem konnten so die Anschlüsse nach Zürich und an die Rhätische Bahn optimiert werden. Dazu wurde der Rheintal-Express nach Wil SG verlängert – früher fuhr der REX von St. Gallen nach Chur.

## Auflösung 2018
Auf Dezember 2018 wurde der Rheintal-Express durch den InterRegio 13 Zürich HB–St. Gallen–Chur abgelöst. Die InterRegio-Linie fährt auf der Fahrlage der bis dahin fahrenden InterRegio-Verbindung Basel–St. Gallen (IR 37), ab Wil SG auf der Fahrlage des Rheintal-Expresses. Als Rollmaterial wird der SBB RABe 502 (Bombardier Twindexx Swiss Express) verwendet.
Zwischen Wil SG und St. Gallen, wo bis dahin sowohl der IR als auch der Rheintal-Express fuhren, wird seither eine Verbindung weniger angeboten. Gossau und Wil SG haben folglich stündlich eine Verbindung weniger nach St. Gallen, und der EuroCity, der fortan in einer anderen Fahrlage fährt, hält nicht mehr an diesen Bahnhöfen. Im Gegenzug bekamen das Rheintal eine direkte stündliche Verbindung respektive Flawil und Uzwil eine zweite stündliche Verbindung nach Zürich, das Umsteigen in Wil SG entfällt.